# Вілла «Селям»
Вілла «Селям» — вілла початку XX століття в псевдомавританському стилі, пам'ятка архітектури. Будівля орієнтального спрямування в кримському містечку Сімеїз.

## Історія
Історія вілли «Селям» тісно пов'язана із життям її власників, розбудовою курортної зони в Сімеїзі (з середини ХХ століття) та історією Сімеїзу в минулому столітті. Мешканці містечка і приїжджі вважають її місцевою пам'яткою історії та архітектури.

### Передісторія
В Російській імперії було заведено, що вельможі, особливо царі, жалували своїм підлеглим чималі наділи землі, зазвичай, з народом, що там жив. Найбільше такій вислузі раділи військові, адже після кожної вдалої військової кампанії імперія обростала землями, які й розподілялися між загарбниками. Так на кримські землі й прийшли землевласниками: російські графи, царські німці-вислужники та поселенці, кавказькі князі, купецькі роди та попи.
Саме так сталося і в Сімеїзі, після російсько-турецької війни (1768-1774 роки) більшість турків-османів з Кримського півострова подались в Османську імперію. Російська імператриця Катерина ІІ  віддячувалася своїм підданим-військовим, наділивши сімеїзькими землями: князя Наришкіна, графа Потоцького, графа Мілютіна, князя Кочубея, графа Ревеліоті, графа Мордвинова. Невдовзі на ці землі навідався російський промисловець і мільйонер Сергій Іванович Мальцев, йому сподобалось це місце й він вирішив збудувати тут курортну зону, витративши на це чимало зусиль. І вже в 1894 році, його діти управляли в Сімеїзі землею в 567 десятин, отримавши її у спадщину.
Брати Мальцеви (столичні придворні), не мали серйозних намірів на такий спадок і вирішили продати маєток, але на таку величезну ділянку не знайшлось покупців, тому брати додумались продавати його по частинам. Та перш ніж виставити ділянки на продаж, Мальцеви провели ландшафтні та геологічні дослідження, провівши водогін, каналізацію, мостили вулиці. І вже тоді, коли  вони запропонували паї на дачі в селищі (поруч якого часто відпочивала царська родина), покупців знайшлось багато (до 1913 року з 167 ділянок залишилися непроданими тільки 78).
Розпродавши більшість землі, Мальцеви ще подарували містечку парк (успадкований від батька), адже брати отримали багато прибутків від земельної оборудки. Нові власники паїв були заможними, тому хизувалися, що можуть жити ближче до царської родини, а для більшої престижності ще й запросили для своїх вілл відомого архітектора Миколу Петровича Краснова, який спроектував Лівадійський палац. Отож, зовсім скоро, в містечку Сімеїз постав комплекс відпочинкових будинків, що відповідали естетиці російської палацевої архітектури ХХ століття.

### Закладка вілли
На рекламу перспективного курорту братів Мальцевих відгукнулися аж із Разяні. Сім'ї Короб'їних та Лансере, відпочиваючи в Криму у своїх знайомих зацікавилися цими ділянками, одним з перших, царський урядник і землевласник Леонід Захарович Лансере купив собі невеличку ділянку, на якій і збудував будинок для відпочинку своєї сім'ї. На літо вони всією родиною виїжджали з рязанського помістя до Криму на свою нову віллу «Хризоліт». Побачивши переваги південного узбережжя півострова урядник Лансере, за підтримки Миколи Богданова (колишнього свого співробітника, а тепер виконавчого директора Товариства курорту Сімеїз), загітував інших своїх родичів.
Відтак, 14 січня 1910 року Костянтин Павлович Короб'їн (управляючий рязанським помістям родини Лансере, і чоловік молодшої дочки Леоніда Лансере) викупив пай землі (розміром 933 квадратних сажнів) у Мальцевих. Ймовірно, батько Катерини Лансере дав кошти на придбання великої земельної ділянки, оскільки простий управляючий рязанського маєтку не міг мати таких статків. Підтвердженням тому є переписана на дочку ділянка 15 липня 1910 року.
Для побудови вілли запрошені тамтешні архітектори: Микола Краснов і Яків Семенов. Через кілька років, у підніжжі гори Кішка, постала оригінальна споруда в східних мотивах. В захопленні від своєї вілли, Лансере полишають Рязанщину (продавши помістя) і перебираються до Криму, розмістившись в частині будинку, який містив аж 30 кімнат, купелі-ванни та сад із пляжем. Додатковим доходом Катерини став пансіон, організований на базі цієї вілли, куди селилися на відпочинок численні відпочиваючі із купецьких та міщанських родин.

## Розквіт вілли і зміна власників
Розквіт вілли припав на часи Першої світової війни, коли велика кількість ранених та травмованих російських офіцерів були спрямовані до Криму щоби поправити їхнє здоров'я. Контраст між лихом війни та відпочинком в поєднанні з цілющими властивостями Кримських гір та моря популяризував Новий Сімеїз, як серед знаті так і простих росіян. Власники маєтків радо віддавали свої будівлі під пансіони для військових (хто з патріотичних мотивів, а хто і з фінансових), хоч частина з них так і не виживала. Через військові дії, які охопили всю Європу, російські вельможі не мали змоги їздити на відпочинок до Італії, Франції, Балкан, тому Крим став для них чи не єдиною місциною для мандрів.
|  | Майже всі дачі Нового Сімеїзу з теплими сонячними кімнатами і балконами з прекрасним видом на море, гори і скелі. Стіл, найрізноманітніший за якістю, від кухарського до домашнього, можна мати за 9 - 10 рублів страву на місяць. На деяких дачах є хороші, що користуються заслуженою популярністю, пансіони. Пансіон - сніданок з 2-х страв, обід з 3-х страв 45 рублів в місяць; повний пансіон - 55-60 рублів у місяць. Між Алупкою і Новим Сімеїзом (через Старий Сімеїз) курсує по 2 - 3 рази на день постійний мальпост по 25 копійок за місце. Крім того, невеликі пароплави підтримують сполучення між Сімеїзом, Алупкою і Ялтою по 2 - 3 рази на день. Завжди можна дістати автомобіль, екіпажі, верхових коней і човни. Облаштовані морські та прісні ванни. Є бібліотека, аптека, постійний лікар. У Новому Сімеїзі з успіхом застосовується крім кліматичного лікування повітрям, озонованим рясними зарослями диких кипарисів і багаторічних ялівців, - лікування морськими ваннами і купанням, сонячними ваннами, масажем, виноградом і (взимку) стерилізованим виноградним соком. Перевага Нового Сімеїзу - відсутність всієї тієї метушні, штовханини і шуму, які роблять нестерпними чимало курортних місць. Він скромно відсунувся вбік від метушливої смуги, щоб дати своїм приїжджим тишу, спокій, відпочинок без розгулу ресторанного життя, без грубості міської черні, без марнославства і манірності так званих модних курортів |

Місцеві власники користалися виниклою ситуацією в країні, вілли Сімеїзу були заповнені, земля подорожчала в кілька разів, налагоджувалася інфраструктура та розвивалися міста. Родина Лансере-Короб'їних запланували розширення свого маєтку. Їх задум довелося відкласти, оскільки почалися революційні часи та громадянська війна в Росії. Лише наприкінці 1919 року, 21 жовтня, вони таки прикуповують ділянку в 350 квадратних сажнів, поруч із віллою «Селям». Водночас, днем раніше, 20 жовтня, зафіксований акт продажу вілли М.Л.Гуровичу (хто саме це, жодних відомостей немає). Родина далі залишилася на своїй віллі, за яких умов також невідомо: або винаймали кімнати, або ж покупка була фіктивна - аби уберегти майно від конфіскації (влада тоді на півострові мінялася щопівроку). Історичні документи свідчать, що ще 1923 року Катерина Лансере-Короб'їна винаймала на віллі купелі-ванни для забезпечення відпочинку приїжджих.

### Радянські часи
Після приходу в 1921 році більшовиків всі дачі і пансіонати були націоналізовані. Незаконно присвоївши майно багатіїв, комісари не могли ним усім управляти, тому ті будинки чи квартири де ще жили їхні власники (якщо не втекли за кордон) вони запропонували викупити (оскільки молода радянська влада потребувала фінансів то таким чином поповнювала казну). Ймовірно, що сім'я Лансере так і вчинила, бо маєтки на материку були розпродані, а вони всі й далі жили в Криму. Комісарам було того мало, і під різними приводами вигадували нові побори, так в часи НЕПу в кримських власників вілл і садиб майно вилучили і запропонували його вже винаймати (мотивуючи тим, що в Країні Рад приватного немає нічого, а все суспільне). Довелося власникам кримського майна пристати й на такі умови, облаштовуючи свої вілли під уже радянські пансіонати й санаторії. До 1923 року Катерина Леонідівна, уже колишня власниця вілли, допомагала комісарам експлуатувати курортний комплекс «Селям. Посилення більшовицької влади (кінець 20-х років XX століття) закінчилося остаточним відбором власності, тоді ж втрачаються сліди сім'ї Лансере в Криму, а більшовики управляли пансіонатом «Селям» на свій розсуд. В часи Другої світової війни вілла не постраждала.
Після війни радянська влада поновила тут курорт і передала ділянку санаторію «Юність», де оздоровлювали і лікували дітей від туберкульозу. Щоби полегшити перебування хворих і персоналу, всі приміщення всередині були переплановані так, як це вимагалось для лікувального закладу і постійно проводили ремонтно-реставраційні роботи в його корпусах (колишніх сімеїзьких віллах). Популярність курорту принесло ефективне лікування діток, як наслідок санаторій нарекли «ім В.І. Леніна» і вважався другим «Артеком».

### Сучасність
Будинок знаходиться на захід від центру містечка Сімеїз, за адресою: вул. Радянська 39 (загальна для усього санаторію). Рішенням КО від 20 лютого 1990 року вілла «Селям» занесена у список архітектурних пам'яток місцевого значення 
Сучасна вілла «Селям» знаходиться у віданні санаторію «Юність», корпус № 2,  в якому лікуються діти від туберкульозу. На жаль, пам'ятка історії та архітектури належно не оцінена управителями лічниці: не проводилися ні капітальні ремонти, ні поточні, як наслідок споруда занепадає, як й інші вілли курорту Новий Сімеїз, ймовірно, це робиться навмисне, аби перепродати уже "приміщення без господаря" приїжджим багатіям чи владним персонам.
Після захоплення Росією українських земель в 2014 році, російський уряд залишив в дії українські природоохоронні закони в анексованому Криму.

## Власники садиби
За всю свою історію вілла «Селям» перебувала в приватній та державній власності:
- Короб'їна Катерина Леонідівна (1882-1921) — російська міщанка, яка управляла пансіоном, збудованим на паю землі, який викупив її чоловік Констянтин Короб'їн за кошти її батька Леоніда Лансере (відомого імператорського урядника та землевласника)[20]
- М.Л.Гурович — сімеїзький міщанин,  якому Короб'їни продали свою віллу в неспокійні часи розвалу Російської імперії (хоча продаж міг бути й фіктивним);
- Сімеїзька селищна рада — в часи Радянського союзу вілла була націоналізована і стала державною власністю, а пізніше облаштували пансіонат для хворих на різні хвороби. Пансіонат носив ту ж назву «Селям» і до нього було долучено ще кілька вілл, проіснував до початку 2-ї світової війни;
- Санаторій «Юність» — управляв віллою після Другої світової і колишня вілла стала одним із корпусів протитуберкульозного закладу Міністерства охорони здоров'я України.

## Опис будівлі
Архітектурний ансамбль цього псевдомавританського палацу (вілла мала велику площу) будував творчий сімеїзький тандем, за участю Краснова Миколи Петровича і Семенова Якова Петровича. Ескіз фасаду запропонував Микола Краснов, а трьохповерхову споруду вілли та прилеглий дворик спроектував і збудував відомий всьому Сімеїзу Яків Семенов, і доволі оперативно, чим подивував власників маєтку.
Яскраво виражені східні елементи представлені: куполами (схожими на мінарети), кілевидні вікна та ліпнина з арабськими надписами, невеличкі декоративні зубчасті вежі, ажурна різьба балконів та арабські орнаменти. Фасади лаконічної форми доповнюють стрілчасті арки та вікна з дерев'яною ажурною інкрустацією.
Дача Короб'їних була розрахована на 30 кімнат, частину з них заселили власники, а іншу круглорічно здавали. Навколо будівлі висаджені декоративні рідкісні саджанці. З роками сад розвинувся, і тепер високі дерева загороджують частину фасаду будівлі, видно лишень купола і верхівки веж. Також вілла мала купальні (ванні кімнати) і свій власний пляж, яким власники дуже гордились (адже не всі садиби були розташовані так близько до моря).